# 8717 Richviktorov
A 8717 Richviktorov (ideiglenes jelöléssel 1995 SN29) a Naprendszer kisbolygóövében található aszteroida. T. V. Kryachko fedezte fel 1995. szeptember 26-án.